# Општина Пенхамо (Гванахуато)
Пенхамо (шп. Pénjamo) општина је у Мексику у савезној држави Гванахуато. Општина се налази на надморској висини од 1769 м.

## Становништво
Према подацима из 2010. у општини је живело 149936 становника.

### Хронологија
| Година       | 2000                   | 2005                   | 2010                   |
| ------------ | ---------------------- | ---------------------- | ---------------------- |
| Становништво | 144426 (68026 / 76400) | 138157 (63879 / 74278) | 149936 (70551 / 79385) |

### Попис
| \| \| м \| \| \| ж \| \| 0—2 \| 4.465 \| \| \| 4.194 \| \| 3—5 \| 4.501 \| \| \| 4.485 \| \| 6—11 \| 9.424 \| \| \| 9.324 \| \| 12—14 \| 4.922 \| \| \| 4.824 \| \| 15—17 \| 4.740 \| \| \| 4.984 \| \| 18—24 \| 8.815 \| \| \| 10.555 \| \| 60+ \| 7.954 \| \| \| 9.017 \| \| Просек : \| 28,1 \| \| \| 29,6 \| |       |  |  |        |
| |       |  |  |        |
| | м     |  |  | ж      |
| 0—2 | 4.465 |  |  | 4.194  |
| 3—5 | 4.501 |  |  | 4.485  |
| 6—11 | 9.424 |  |  | 9.324  |
| 12—14 | 4.922 |  |  | 4.824  |
| 15—17 | 4.740 |  |  | 4.984  |
| 18—24 | 8.815 |  |  | 10.555 |
| 60+ | 7.954 |  |  | 9.017  |
| Просек : | 28,1  |  |  | 29,6   |

| #   | Индикатор                                                                                        | Вредност |
| --- | ------------------------------------------------------------------------------------------------ | -------- |
| 1   | Становништво од 0 до 2 године                                                                    | 8659     |
| 2   | Мушко становништво од 0 до 2 године                                                              | 4465     |
| 3   | Женско становништво од 0 до 2 године                                                             | 4194     |
| 4   | Становништво са 3 и више година                                                                  | 141004   |
| 5   | Мушко становништво са 3 и више година                                                            | 65956    |
| 6   | Женско становништво са 3 и више година                                                           | 75048    |
| 7   | Становништво са 5 и више година                                                                  | 134952   |
| 8   | Мушко становништво са 5 и више година                                                            | 62937    |
| 9   | Женско становништво са 5 и више година                                                           | 72015    |
| 10  | Становништво са 12 и више година                                                                 | 113270   |
| 11  | Мушко становништво са 12 и више година                                                           | 52031    |
| 12  | Женско становништво са 12 и више година                                                          | 61239    |
| 13  | Становништво са 15 и више година                                                                 | 103524   |
| 14  | Мушко становништво са 15 и више година                                                           | 47109    |
| 15  | Женско становништво са 15 и више година                                                          | 56415    |
| 16  | Становништво са 18 и више година                                                                 | 93800    |
| 17  | Мушко становништво са 18 и више година                                                           | 42369    |
| 18  | Женско становништво са 18 и више година                                                          | 51431    |
| 19  | Становништво од 3 до 5 година                                                                    | 8986     |
| 20  | Мушко становништво од 3 до 5 година                                                              | 4501     |
| 21  | Женско становништво од 3 до 5 година                                                             | 4485     |
| 22  | Становништво од 6 до 11 година                                                                   | 18748    |
| 23  | Мушко становништво од 6 до 11 година                                                             | 9424     |
| 24  | Женско становништво од 6 до 11 година                                                            | 9324     |
| 25  | Становништво од 8 до 14 година                                                                   | 22508    |
| 26  | Мушко становништво од 8 до 14 година                                                             | 11341    |
| 27  | Женско становништво од 8 до 14 година                                                            | 11167    |
| 28  | Становништво од 12 до 14 година                                                                  | 9746     |
| 29  | Мушко становништво од 12 до 14 година                                                            | 4922     |
| 30  | Женско становништво од 12 до 14 година                                                           | 4824     |
| 31  | Становништво од 15 до 17 година                                                                  | 9724     |
| 32  | Мушко становништво од 15 до 17 година                                                            | 4740     |
| 33  | Женско становништво од 15 до 17 година                                                           | 4984     |
| 34  | Становништво од 18 до 24 године                                                                  | 19370    |
| 35  | Мушко становништво од 18 до 24 године                                                            | 8815     |
| 36  | Женско становништво од 18 до 24 године                                                           | 10555    |
| 37  | Женско становништво од 15 до 49 година                                                           | 41318    |
| 38  | Становништво са 60 и више година                                                                 | 16971    |
| 39  | Мушко становништво са 60 и више година                                                           | 7954     |
| 40  | Женско становништво са 60 и више година                                                          | 9017     |
| 41  | Однос између мушкараца и жена                                                                    | 88.87    |
| 42  | Становништво од нуле до 14 година                                                                | 46139    |
| 43  | Становништво од 15 до 64 године                                                                  | 91220    |
| 44  | Становништво од 65 година и више                                                                 | 12304    |
| 45  | Просечан број деце                                                                               | 2.73     |
| 46  | Становништво рођено у ентитету                                                                   | 125348   |
| 47  | Мушко становништво рођено у ентитету                                                             | 59088    |
| 48  | Женско становништво рођено у ентитету                                                            | 66260    |
| 49  | Становништво рођено у другом ентитету                                                            | 22696    |
| 50  | Мушко становништво рођено у другом ентитету                                                      | 10570    |
| 51  | Женско становништво рођено у другом ентитету                                                     | 12126    |
| 52  | Становништво од 5 година и више резидентно у ентитету у јуну 2005. године                        | 129347   |
| 53  | Мушко становништво старосног доба од 5 година и више, резидентно у ентитету у јуну 2005. године  | 59213    |
| 54  | Женско становништво старосног доба од 5 и више година, резидентно у ентитету у јуну 2005. године | 70134    |
| 55  | Становништво од 5 година и више које је живело у другом ентитету у јуну 2005. године             | 1817     |
| 56  | Мушко становништво старије од 5 година које је живело у другом ентитету у јуну 2005. године      | 892      |
| 57  | Женско становништво старије од 5 година које је живело у другом ентитету у јуну 2005. године     | 925      |
| 58  | Становништво од 3 године и више које говори аутохтони језик                                      | 212      |
| 59  | Мушко становништво старо 3 године и више које говори аутохтони језик                             | 116      |
| 60  | Женско становништво старо 3 године и више које говори аутохтони језик                            | 96       |
| 61  | Становништво од 3 године и више које говори аутохтони језик и не говори шпански језик            | 0        |
| 62  | Мушко становништво старо 3 године и више које говори аутохтони језик и не говори шпански         | 0        |
| 63  | Женско становништво старо 3 године и више које говори аутохтони језик и не говори шпански језик  | 0        |
| 64  | Становништво старо 3 године и више које говори аутохтони језик и шпански                         | 79       |
| 65  | Мушко становништво старо 3 године и више које говори аутохтони језик и шпански                   | 45       |
| 66  | Женско становништво старо 3 године и више које говори аутохтони језик и шпански                  | 34       |
| 67  | Становништво од 5 година и више које говори аутохтони језик                                      | 207      |
| 68  | Становништво од 5 година и више које говори аутохтони језик и не говори шпански језик            | 0        |
| 69  | Становништво од 5 година и више које говори аутохтони језик и говори шпански језик               | 78       |
| 70  | Становништво у домородачким домаћинствима                                                        | 491      |
| 71  | Становништво са ограничењима у активностима                                                      | 8207     |
| 72  | Становништво са ограниченим ходањем или кретањем, горе или доле                                  | 4809     |
| 73  | Становници са ограничењима вида, чак и уз кориштење сочива                                       | 2062     |
| 74  | Становништво са ограничењима говора, комуникације или конверзације                               | 562      |
| 75  | Становништво са ограниченим слухом                                                               | 893      |
| 76  | Становништво са ограничењима при одевању, купању или јелу                                        | 280      |
| 77  | Становништво са ограничењима у опажању или учењу једноставних ствари                             | 273      |
| 78  | Становништво са менталним ограничењима                                                           | 699      |
| 79  | Становништво без ограничења активности                                                           | 140659   |
| 80  | Становништво од 3 до 5 година које не похађа школу                                               | 4134     |
| 81  | Мушко становништво од 3 до 5 година које не похађа школу                                         | 2065     |
| 82  | Женско становништво од 3 до 5 година које не похађа школу                                        | 2069     |
| 83  | Становништво од 6 до 11 година које не похађа школу                                              | 401      |
| 84  | Мушко становништво од 6 до 11 година које не похађа школу                                        | 221      |
| 85  | Женско становништво од 6 до 11 година које не похађа школу                                       | 180      |
| 86  | Становништво од 12 до 14 година које не похађа школу                                             | 1136     |
| 87  | Мушко становништво од 12 до 14 година које не похађа школу                                       | 569      |
| 88  | Женско становништво од 12 до 14 година које не похађа школу                                      | 567      |
| 89  | Становништво од 15 до 17 година похађа школу                                                     | 5228     |
| 90  | Мушко становништво од 15 до 17 година похађа школу                                               | 2582     |
| 91  | Женско становништво између 15 и 17 година живота у школи                                         | 2646     |
| 92  | Становништво од 18 до 24 године похађа школу                                                     | 3181     |
| 93  | Мушко становништво од 18 до 24 године похађа школу                                               | 1513     |
| 94  | Женско становништво од 18 до 24 године похађа школу                                              | 1668     |
| 95  | Становништво од 8 до 14 година које не може да чита и пише                                       | 777      |
| 96  | Мушко становништво старосног доба од 8 до 14 година које не може да чита и пише                  | 461      |
| 97  | Женско становништво старосног доби од 8 до 14 година које не може да чита и пише                 | 316      |
| 98  | Становништво од 15 година и више које је неписмено                                               | 11879    |
| 99  | Мушко становништво од 15 година и више које је неписмено                                         | 4765     |
| 100 | Женско становништво од 15 година и више које је неписмено                                        | 7114     |
| 101 | Становништво старо 15 и више година без школовања                                                | 13114    |
| 102 | Мушко становништво старо 15 и више година без школовања                                          | 5954     |
| 103 | Женско становништво старо 15 и више година без школовања                                         | 7160     |
| 104 | Становништво старосног доба 15 и више година са непотпуним основним образовањем                  | 22245    |
| 105 | Мушко становништво старосног доба од 15 година и више са непотпуном основним образовањем         | 9852     |
| 106 | Женско становништво старосног доба 15 и више година са непотпуном основним образовањем           | 12393    |
| 107 | Становништво старо 15 и више година са комплетним основним образовањем                           | 23623    |
| 108 | Мушко становништво старо 15 година и више са комплетним основним образовањем                     | 10128    |
| 109 | Женско становништво старо 15 и више година са комплетним основним образовањем                    | 13495    |
| 110 | Становништво старосног доба 15 и више година са непотпуним средњим образовањем                   | 6058     |
| 111 | Мушко становништво старосног доба од 15 година и више са непотпуним средњим образовањем          | 3347     |
| 112 | Женско становништво старосног доба од 15 година и више са непотпуним средњим образовањем         | 2711     |
| 113 | Становништво старо 15 и више година са пуним секундарном образовањем                             | 19470    |
| 114 | Мушко становништво старосног доба од 15 година и више са пуним секундарном образовањем           | 8609     |
| 115 | Женско становништво старосног доба од 15 година и више са пуним секундарном образовањем          | 10861    |
| 116 | Становништво старије од 18 година са постосновним образовањем                                    | 16588    |
| 117 | Мушко становништво старије од 18 година са постосновним образовањем                              | 8155     |
| 118 | Женско становништво старије од 18 година са постосновним образовањем                             | 8433     |
| 119 | Просечна оцена школовања                                                                         | 6.47     |
| 120 | Просечан ниво образовања мушке популације                                                        | 6.59     |
| 121 | Просечан ниво образовања женског становништва                                                    | 6.37     |
| 122 | Економски активно становништво                                                                   | 49267    |
| 123 | Економски активна мушка популација                                                               | 37999    |
| 124 | Економски активна женска популација                                                              | 11268    |
| 125 | Становништво које није економски активно                                                         | 63182    |
| 126 | Мушко становништво које није економски активно                                                   | 13486    |
| 127 | Женско становништво које није економски активно                                                  | 49696    |
| 128 | Запослено становништво                                                                           | 46207    |
| 129 | Запослено мушко становништво                                                                     | 35196    |
| 130 | Запослено женско становништво                                                                    | 11011    |
| 131 | Незапослена популација                                                                           | 3060     |
| 132 | Незапослена мушка популација                                                                     | 2803     |
| 133 | Незапослена женска популација                                                                    | 257      |
| 134 | Становништво без права на здравствене услуге                                                     | 53705    |
| 135 | Становништво које има право на здравствене услуге                                                | 95663    |
| 136 | Становништво које има право на ИМСС                                                              | 17586    |
| 137 | Становништво које има право на социјално осигурање                                               | 6709     |
| 138 | Становништво које има право на државно социјално осигурање                                       | 491      |
| 139 | Становништво које има право на опште осигурање или здравствено осигурање за нову генерацију      | 70323    |
| 140 | Становништво које је било једном или није било у браку током 12 година и више                    | 39979    |
| 141 | Венчано или уједињено становништво од 12 година и више                                           | 65466    |
| 142 | Становништво које је било у браку или уједињено 12 година и више                                 | 7710     |
| 143 | Становништво са католичком религијом                                                             | 140969   |
| 144 | Протестанти, еванђелисти и библијски следбеници различити од еванђелиста                         | 5380     |
| 145 | Становништво са другим религијама различитим од претходних                                       | 27       |
| 146 | Становништво без религије                                                                        | 2145     |
| 147 | Укупно пописаних домаћинства                                                                     | 35709    |
| 148 | Пописна домаћинства на челу са мушкарцима                                                        | 27118    |
| 149 | Пописна домаћинства на челу са женама                                                            | 8591     |
| 150 | Становништво у пописним домаћинствима                                                            | 149391   |
| 151 | Становништво у пописним домаћинствима на челу са мушкарцима                                      | 119420   |
| 152 | Становништво у пописним домаћинствима на челу са женама                                          | 29971    |
| 153 | Укупно домаћинстава                                                                              | 45859    |
| 154 | Укупно насељених домаћинстава                                                                    | 35791    |
| 155 | Укупно приватних кућа                                                                            | 45777    |
| 156 | Насељени приватни домови                                                                         | 35709    |
| 157 | Укупно насељених приватних кућа                                                                  | 35786    |
| 158 | Ненасељене приватне куће                                                                         | 7176     |
| 159 | Појединачна домаћинства за привремену употребу                                                   | 2892     |
| 160 | Становници у насељеним приватним кућама                                                          | 149391   |
| 161 | Насељеност станара у приватним становима                                                         | 4.18     |
| 162 | Просечно становника по соби у приватним насељеним домаћинствима                                  | 1.19     |
| 163 | Појединачна домаћинства са подовима од различитих материјала од земље                            | 34075    |
| 164 | Појединачна домаћинства у приземљу                                                               | 1505     |
| 165 | Појединачна домаћинства са једном спаваћом собом                                                 | 11783    |
| 166 | Појединачна домаћинства са две спаваће собе и више                                               | 23839    |
| 167 | Појединачна домаћинства са једним собом                                                          | 1637     |
| 168 | Појединачна домаћинства са две собе                                                              | 6705     |
| 169 | Појединачна домаћинства са 3 собе и више                                                         | 27247    |
| 170 | Појединачна домаћинства која имају електрично светло                                             | 34881    |
| 171 | Појединачна домаћинства која немају електрично светло                                            | 752      |
| 172 | Појединачна домаћинства која имају водоводну воду у стамбеном простору                           | 31970    |
| 173 | Појединачна домаћинства која немају водоводну воду у стамбеном простору                          | 3635     |
| 174 | Појединачна домаћинства која имају тоалет                                                        | 29937    |
| 175 | Појединачна домаћинства која имају канализацију                                                  | 29494    |
| 176 | Појединачна домаћинства која немају канализацију                                                 | 6055     |
| 177 | Појединачна домаћинства која имају електрично светло, довод воде из јавне мреже и канализацију   | 27422    |
| 178 | Појединачна домаћинства без икаквих услова                                                       | 774      |
| 179 | Појединачна домаћинства која имају радио                                                         | 27079    |
| 180 | Појединачна домаћинства која имају телевизор                                                     | 33373    |
| 181 | Појединачна домаћинства која имају фрижидер                                                      | 29249    |
| 182 | Појединачна домаћинства која имају машину за веш                                                 | 21297    |
| 183 | Појединачна домаћинства која имају аутомобил или комби                                           | 15329    |
| 184 | Појединачна домаћинства која имају рачунар                                                       | 4438     |
| 185 | Појединачна домаћинства која имају фиксну телефонску линију                                      | 12762    |
| 186 | Појединачна домаћинства која имају мобилни телефон                                               | 15472    |
| 187 | Појединачна домаћинства која имају приступ интернету                                             | 2286     |